# 国务院数字经济发展部际联席会议
国务院数字经济发展部际联席会议是中华人民共和国国务院的议事协调机构。

## 历史
2022年7月11日，根据《“十四五”数字经济发展规划》部署，为加强统筹协调，不断做强做优做大中国数字经济，国务院批复同意建立数字经济发展部际联席会议制度。联席会议办公室设在国家发展改革委。

## 成员
- 召集人：林念修　　国家发展改革委副主任
- 副召集人：
  - 曹淑敏　　中央网信办副主任
  - 王江平　　工业和信息化部副部长
- 成员：
  - 钟登华　　教育部副部长
  - 相里斌　　科技部副部长
  - 杜航伟　　公安部副部长
  - 詹成付　　民政部副部长
  - 余蔚平　　财政部副部长
  - 汤涛　　人力资源社会保障部副部长
  - 姜万荣　　住房城乡建设部副部长
  - 徐成光　　交通运输部副部长
  - 马有祥　　农业农村部副部长
  - 盛秋平　　商务部副部长
  - 于学军　　国家卫生健康委副主任
  - 潘功胜　　人民银行副行长
  - 谭作钧　　国务院国资委副主任
  - 饶立新　　税务总局总经济师
  - 秦宜智　　市场监管总局副局长
  - 梁涛　　银保监会副主席
  - 王建军　　证监会副主席